# Хазанов, Александр Борисович
Александр Борисович Хазанов (28 августа (10) сентября 1906 год, Екатеринбург — 28 мая 1984, Москва) — советский хоровой дирижёр, педагог, композитор, народный артист РСФСР (1966).

## Биография
Александр Борисович Хазанов родился 28 августа (10) сентября 1906 года в Екатеринбурге. В 1935 году окончил Московскую консерваторию по классу хорового дирижирования П. Г. Чеснокова.
В 1937—1978 годах был хормейстером Большого театра. Интерпретатор хоровых сцен в русских и западно-европейских операх, в произведениях советских композиторов.
С 1934 года преподавал хоровое дирижирование в Музыкальном училище при Московской консерватории. В 1935—1941 годах и с 1948 года преподавал в Московской консерватории (с 1962 года профессор); с 1946 года — в Музыкально-педагогическом институте им. Гнесиных. Наиболее известные ученики: Г. Годзевич, Э. Виноградова, Н. Дзасохова,Э. Елисеева-Шмидт, В. Иванов, С. Карп, Н.Королёва,А. Кулыгин, З. Леонова, В. Мнацаканов, В. Попов, Е. Тытянко, Е. Шалимова, С. Юсупов.
Умер 28 мая 1984 года в Москве. Похоронен на Востряковском кладбище.

## Награды и премии
- Орден «Знак Почёта» (27.05.1951) — за выдающиеся заслуги в развитии советского музыкально-театрального искусства и в связи с 175-летием со дня основания Государственного ордена Ленина Академического Большого театра СССР[2].
- Заслуженный деятель искусств Карельской АССР (1959).
- Заслуженный деятель искусств Северо-Осетинской АССР (1960).
- Заслуженный деятель искусств РСФСР (05.10.1960)[3].
- Народный артист РСФСР (14.10.1966)[4].
- Орден Трудового Красного Знамени (25.05.1976) — за заслуги в развитии советского музыкального и хореографического искусства и в связи с 200-летием Государственного академического Большого театра СССР[5].

## Оперные постановки
- «Евгений Онегин» П. И. Чайковского
- «Пиковая дама» П. И. Чайковского
- «Сказание о граде Китеже…» Н. А. Римского-Корсакова
- «Садко» Н. А. Римского-Корсакова
- «Борис Годунов», М. П. Мусоргский
- «Хованщина» М. П. Мусоргский
- «Князь Игорь» А. П. Бородин
- «Иван Сусанин» М. И. Глинка
- «Руслан и Людмила» М. И. Глинка
- «Сказка о царе Салтане» Н. А. Римского-Корсакова
- «Дон Карлос» Д. Верди
- «Чио-Чио-сан» Дж. Пуччини
- «Кармен» Ж. Бизе
- «Аида» Д. Верди
- «Фальстаф» Д. Верди
- «Война и мир»
- «Семён Котко»
- «Тихий Дон» и «Поднятая целина» И. И. Дзержинского
- «Декабристы» Ю. А. Шапорин
- «Мать» Т. Н. Хренников
- «Никита Вершинин» Кабалевского
- «Не только любовь» Щедрина
- «Октябрь» В. И. Мурадели
- «Неизвестный солдат» Молчанова

## Сочинения
- Сочинения для хора, соло и оркестра: «Поэма о Ленине»
- Кантата «Кубинская мать»
- Обработки для хора a capella и с сопровождением